# Zănogi
Zănogi – wieś w Rumunii, w okręgu Caraș-Severin, w gminie Cornereva. W 2011 roku liczyła 154 mieszkańców. 